# 7305 Ossakajusto
7305 Ossakajusto eller 1994 CX1 är en asteroid i huvudbältet som upptäcktes den 8 februari 1994 av de båda japanska astronomerna Kazuro Watanabe och Kin Endate vid Kitami-observatoriet. Den är uppkallad efter Justo Ossaka.
Asteroiden har en diameter på ungefär 24 kilometer.